# Kommunalwahlen in Nordrhein-Westfalen 2009/Ergebnisse R–W
Dieser Artikel enthält die Ergebnisse der Kommunalwahlen in Nordrhein-Westfalen 2009 der Kreise und kreisfreien Städte mit den Anfangsbuchstaben R bis W.

## Kreis Recklinghausen
Im Kreis Recklinghausen bewerben sich mehrere Wählergruppen um die Wählergunst. Die Unabhängigen-Bürger-Partei (UBP) stellte sich noch keiner Wahl, sondern kam durch die Auflösung der Pro-Bürger-Partei (PBP) 2005 und die anschließenden Übertritte der nun parteilosen Mandatsträger auf Kreis- und Gemeindeebene zu ihren Mandaten.

### Kreistag für den Kreis Recklinghausen
Im Kreistag des Kreises Recklinghausen sitzt ein Mandatsträger der Unabhängigen-Bürger-Partei (UBP) der für die Pro-Bürger-Partei gewählt wurde. Die UBP hat sich noch keinen Wahlen gestellt.
Die Mandatsträger von WIR – Wählerbündnis im Kreis Recklinghausen (WIR) sind Mitglied bei Wähler-Initiative Recklinghausen und Bürgerliste WIR für Marl (WIR). Der Mandatsträger für Erste Wähler Gemeinschaft (EWG) ist Mitglied bei Neue Recklinghäuser Wählergemeinschaft (NRW).
| Kreistag für den Kreis Recklinghausen: Wähleranteil und Mandate                                              | Kreistag für den Kreis Recklinghausen: Wähleranteil und Mandate | Kreistag für den Kreis Recklinghausen: Wähleranteil und Mandate | Kreistag für den Kreis Recklinghausen: Wähleranteil und Mandate | Kreistag für den Kreis Recklinghausen: Wähleranteil und Mandate | Kreistag für den Kreis Recklinghausen: Wähleranteil und Mandate | Kreistag für den Kreis Recklinghausen: Wähleranteil und Mandate | Kreistag für den Kreis Recklinghausen: Wähleranteil und Mandate | Kreistag für den Kreis Recklinghausen: Wähleranteil und Mandate | Kreistag für den Kreis Recklinghausen: Wähleranteil und Mandate | Kreistag für den Kreis Recklinghausen: Wähleranteil und Mandate | Kreistag für den Kreis Recklinghausen: Wähleranteil und Mandate | Kreistag für den Kreis Recklinghausen: Wähleranteil und Mandate | Kreistag für den Kreis Recklinghausen: Wähleranteil und Mandate | Kreistag für den Kreis Recklinghausen: Wähleranteil und Mandate | Kreistag für den Kreis Recklinghausen: Wähleranteil und Mandate | Kreistag für den Kreis Recklinghausen: Wähleranteil und Mandate | Kreistag für den Kreis Recklinghausen: Wähleranteil und Mandate | Kreistag für den Kreis Recklinghausen: Wähleranteil und Mandate | Kreistag für den Kreis Recklinghausen: Wähleranteil und Mandate | Kreistag für den Kreis Recklinghausen: Wähleranteil und Mandate | Kreistag für den Kreis Recklinghausen: Wähleranteil und Mandate |
| --- | --------------------------------------------------------------- | --------------------------------------------------------------- | --------------------------------------------------------------- | --------------------------------------------------------------- | --------------------------------------------------------------- | --------------------------------------------------------------- | --------------------------------------------------------------- | --------------------------------------------------------------- | --------------------------------------------------------------- | --------------------------------------------------------------- | --------------------------------------------------------------- | --------------------------------------------------------------- | --------------------------------------------------------------- | --------------------------------------------------------------- | --------------------------------------------------------------- | --------------------------------------------------------------- | --------------------------------------------------------------- | --------------------------------------------------------------- | --------------------------------------------------------------- | --------------------------------------------------------------- | --------------------------------------------------------------- |
| Wahlperiode                                                                                                  | CDU                                                             | CDU                                                             | SPD                                                             | SPD                                                             | Grüne                                                           | Grüne                                                           | FDP                                                             | FDP                                                             | PDS                                                             | PDS                                                             | PBP                                                             | PBP                                                             | WiR                                                             | WiR                                                             | EWG                                                             | EWG                                                             | UBP                                                             | UBP                                                             | sonst.                                                          | sonst.                                                          | Tag                                                             |
| XII: 1994–1999                                                                                               | 35,7                                                            | 27                                                              | 50,8                                                            | 39                                                              | 9,8                                                             | 7                                                               | 2,5                                                             | –                                                               | –                                                               | –                                                               | –                                                               | –                                                               | –                                                               | –                                                               |                                                                 |                                                                 |                                                                 |                                                                 | 1,2                                                             | –                                                               | 73                                                              |
| XIII: 1999–2004                                                                                              | 45,2                                                            | 33                                                              | 40,7                                                            | 29                                                              | 5,7                                                             | 4                                                               | 2,8                                                             | 2                                                               | 1,9                                                             | 1                                                               | –                                                               | –                                                               | 3,6                                                             | 3                                                               | 1,1                                                             | –                                                               | 72                                                              |                                                                 |                                                                 |                                                                 |                                                                 |
| XIV: 2004–2009                                                                                               | 39,1                                                            | 28                                                              | 38,9                                                            | 28                                                              | 8,4                                                             | 6                                                               | 5,1                                                             | 4                                                               | 3,5                                                             | 2                                                               | 0,9                                                             | 1 0                                                             | 2,7                                                             | 2                                                               | 1,0                                                             | 1                                                               | –,-                                                             | - 1                                                             | 0,4                                                             | –                                                               | 72                                                              |
| XV: 2009–2014                                                                                                |                                                                 |                                                                 |                                                                 |                                                                 |                                                                 |                                                                 |                                                                 |                                                                 |                                                                 |                                                                 |                                                                 |                                                                 |                                                                 |                                                                 |                                                                 |                                                                 |                                                                 |                                                                 |                                                                 |                                                                 |                                                                 |
| 2004: PDS, WiR, EWG und UBP werden vom Ratssystem als fraktionslos geführt. 1999: sonstige enthält 0,5 % DKP |                                                                 |                                                                 |                                                                 |                                                                 |                                                                 |                                                                 |                                                                 |                                                                 |                                                                 |                                                                 |                                                                 |                                                                 |                                                                 |                                                                 |                                                                 |                                                                 |                                                                 |                                                                 |                                                                 |                                                                 |                                                                 |

### Stadt- und Gemeinderäte im Kreis Recklinghausen
| | Wahl                  | Bezirksbürgermeister | Bezirksbürgermeister | CDU | CDU  | SPD | SPD | Grüne | Grüne | FDP | FDP | PDS | PDS | FWI | FWI | WG | WG | Sitze |
| 1994 | Hans Ettrich          | SPD                  | 16                   | 16  | 27   | 27  | –   | –     | –     | –   | –   | –   | –   | –   | 8   | 8  | 51 |       |
| 1999 | Nils Kruse            | CDU                  | 21                   | 21  | 20   | 20  | 2   | 2     | 1     | 1   | –   | –   | –   | –   | 6   | 6  | 50 |       |
| 2004 | Hans Felix Beisenherz | SPD                  | 35,6                 | 16  | 43,1 | 20  | 6,7 | 3     | 3,4   | 2   | 3,3 | 1   | 6,5 | 3   | 1,3 | 1  | 46 |       |
| 2009 |                       |                      |                      |     |      |     |     |       |       |     |     |     |     |     |     |    |    |       |
| FWI: Freie Wählerinitiative; WG: 2004: Unabhängige-Bürger-Partei (UBP); 1999: „WGr/E“; 1994: „sonstige“. Hans Felix Beisenherz nennt sich auch Johannes Beisenherz |                       |                      |                      |     |      |     |     |       |       |     |     |     |     |     |     |    |    |       |

| Lage von Dorsten im Kreis Recklinghausen | Wahl                                                             | Bürgermeister       | Bürgermeister | CDU  | CDU | SPD  | SPD | Grüne | Grüne | FDP | FDP | Sitze |
| Lage von Dorsten im Kreis Recklinghausen | 1994                                                             | Karl-Christian Zahn | CDU           | 23   | 23  | 24   | 24  | 4     | 4     | –   | –   | 51    |
| Lage von Dorsten im Kreis Recklinghausen | 1999                                                             | Lambert Lütkenhorst | CDU           | 27   | 27  | 18   | 18  | 3     | 3     | 2   | 2   | 50    |
| Lage von Dorsten im Kreis Recklinghausen | 2004                                                             | Lambert Lütkenhorst | CDU           | 51,1 | 26  | 34,0 | 17  | 7,8   | 4     | 7,0 | 3   | 50    |
| Lage von Dorsten im Kreis Recklinghausen | 2009                                                             |                     |               |      |     |      |     |       |       |     |     |       |
| Lage von Dorsten im Kreis Recklinghausen | Bürgermeisterkandidaten 2009: SPD und Grüne: Hans-Udo Schneider; |                     |               |      |     |      |     |       |       |     |     |       |

| Lage von Gladbeck im Kreis Recklinghausen | Wahl | Bürgermeister      | Bürgermeister | CDU  | CDU | SPD  | SPD | BIG | BIG | Grüne | Grüne | DKP | DKP | FDP | FDP | SWG | SWG | Linke | Linke | Sitze |
| Lage von Gladbeck im Kreis Recklinghausen | 1994 |                    |               | 34,8 | 19  | 44,3 | 25  | 5,1 | 2   | 9,4   | 5     | 4,7 | –   |     | –   |     |     |       |       | 51    |
| Lage von Gladbeck im Kreis Recklinghausen | 1999 | Eckhard Schwerhoff | CDU           | 46,4 | 23  | 39,7 | 20  | 5,1 | 3   | 4,3   | 2     | ?   | 1   | ?   | 1   | 50  |     |       |       |       |
| Lage von Gladbeck im Kreis Recklinghausen | 2004 | Ulrich Roland      | SPD           | 37,1 | 16  | 40,6 | 18  | 6,2 | 3 2 | 5,9   | 3     | 4,5 | 2   | 3,6 | 1   | 1,7 | 1   | –,-   | - 1   | 44    |
| Lage von Gladbeck im Kreis Recklinghausen | 2009 |                    |               |      |     |      |     |     |     |       |       |     |     |     |     |     |     |       |       |       |
| Lage von Gladbeck im Kreis Recklinghausen | Die Tierschutzpartei erreichte 2004 mit 0,4 % Wähleranteil respektive 123 Stimmen kein Mandat. SWG: Soziale Wählergemeinschaft; BIG: Bürger in Gladbeck; Ein Mandatsträger verließ die BIG-Fraktion und trat im März 2008 der Partei Die Linke bei für die er ohne gewählt zu werden im Stadtrat sitzt. |                    |               |      |     |      |     |     |     |       |       |     |     |     |     |     |     |       |       |       |

| Lage von Herten im Kreis Recklinghausen | Wahl | Bürgermeister     | Bürgermeister | CDU  | CDU   | SPD  | SPD | Grüne | Grüne | FDP | FDP | PBP | PBP | UWG | UWG | AUF | AUF | UBP | UBP | fl / pl | fl / pl | Sitze |
| Lage von Herten im Kreis Recklinghausen | 1994 | Karl-Ernst Scholz | SPD           | 32,4 | 17    | 48,9 | 26  | 8,7   | 4     |     | –   |     |     | 7,4 | 4   |     |     |     |     |         |         | 51    |
| Lage von Herten im Kreis Recklinghausen | 1999 | Klaus Bechtel     | SPD           | 39,2 | 20    | 47,2 | 24  | 4,9   | 2     | ?   | 1   | 6,5 | 3   | 50  |     |     |     |     |     |         |         |       |
| Lage von Herten im Kreis Recklinghausen | 2004 | Uli Paetzel       | SPD           | 33,9 | 17 15 | 45,7 | 23  | 6,7   | 3     | 2,7 | 1   | 3,6 | 2 - | 5,0 | 3   | 2,4 | 1   | –,- | - 2 | –,-     | - 2     | 50    |
| Lage von Herten im Kreis Recklinghausen | 2009 |                   |               |      |       |      |     |       |       |     |     |     |     |     |     |     |     |     |     |         |         |       |
| Lage von Herten im Kreis Recklinghausen | Die Pro-Bürger-Partei PBP wurde 2005 aufgelöst, die Mandatsträger traten in die UBP ein. Die CDU verlor in der XIV. Legislaturperiode (2004–2009) zwei Mandatsträger, die nun parteilos sind. UWG: Unabhängige Wählergemeinschaft Herten (UWG Herten); AUF: Alternativ – Unabhängig – Fortschrittlich; UBP: Unabhängige-Bürger-Partei (UBP); CDU und FDP bilden eine gemeinsame Fraktion. |                   |               |      |       |      |     |       |       |     |     |     |     |     |     |     |     |     |     |         |         |       |

| Lage von Marl im Kreis Recklinghausen | Wahl | Bürgermeister                                 | Bürgermeister | CDU  | CDU | SPD  | SPD | Grüne | Grüne | FDP | FDP | PDS | PDS | WIR | WIR | BUM | BUM | unabh. | unabh. | Sitze |
| Lage von Marl im Kreis Recklinghausen | 1994 | Lothar Hentschel (-95) Ortlieb Fliedner (95-) | SPD           |      | 20  |      | 24  |       | 4     |     |     |     |     |     | 3   |     |     |        |        | 51    |
| Lage von Marl im Kreis Recklinghausen | 1999 | Uta Heinrich                                  | CDU           |      | 22  |      | 19  |       | 3     |     | 1   |     | 5   | 50  |     |     |     |        |        |       |
| Lage von Marl im Kreis Recklinghausen | 2004 | Uta Heinrich                                  | BUM           | 31,8 | 16  | 37,7 | 19  | 6,5   | 3     | 5,7 | 3   | 3,4 | 1 - | 9,5 | 5   | 5,4 | 3   | –,-    | - 1    | 50    |
| Lage von Marl im Kreis Recklinghausen | 2009 |                                               |               |      |     |      |     |       |       |     |     |     |     |     |     |     |     |        |        |       |
| Lage von Marl im Kreis Recklinghausen | 19 Marler stimmten 2004 für Einzelbewerber, das entspricht 0,0514 %; WIR: Bürgerliste WIR für Marl; BUM: buergerunion marl; |                                               |               |      |     |      |     |       |       |     |     |     |     |     |     |     |     |        |        |       |

| Lage von Recklinghausen im Kreis Recklinghausen | Wahl                                                                     | Bürgermeister       | Bürgermeister | CDU  | CDU | SPD  | SPD | Grüne | Grüne | FDP | FDP | PBP | PBP | WIR | WIR | BF | BF  | Basta! | Basta! |  |     | Sitze |
| Lage von Recklinghausen im Kreis Recklinghausen | 1994                                                                     | Peter Borggraefe    | SPD           |      | 21  |      | 33  |       | 5     |     | –   |     |     |     | –   |    |     |        |        |  |     | 51    |
| Lage von Recklinghausen im Kreis Recklinghausen | 1999                                                                     | Wolfgang Pantförder | CDU           |      | 27  |      | 22  |       | 3     |     | 2   |     | 4   | 50  |     |    |     |        |        |  |     |       |
| Lage von Recklinghausen im Kreis Recklinghausen | 2004                                                                     | Wolfgang Pantförder | CDU           | 44,0 | 25  | 34,5 | 20  | 7,8   | 5     | 4,3 | 2   | 1,2 | 1 - | 3,0 | 2 3 |    | 1 2 |        | 1      |  | 1 - | 58    |
| Lage von Recklinghausen im Kreis Recklinghausen | 2009                                                                     |                     |               |      |     |      |     |       |       |     |     |     |     |     |     |    |     |        |        |  |     |       |
| Lage von Recklinghausen im Kreis Recklinghausen | WIR: Wählerinitiative Recklinghausen; Basta! ist ein Wahlbündnis der DKP |                     |               |      |     |      |     |       |       |     |     |     |     |     |     |    |     |        |        |  |     |       |

| Lage von Datteln im Kreis Recklinghausen | Wahl | Bürgermeister   | Bürgermeister | CDU  | CDU | SPD  | SPD   | FDP | FDP | DSP | DSP | GD  | GD | pl  | pl  | Sitze |
| Lage von Datteln im Kreis Recklinghausen | 1994 |                 |               | 30,9 | 14  | 51,7 | 25    |     | –   | 5,8 | ?   | 8,9 | ?  |     |     | 45    |
| Lage von Datteln im Kreis Recklinghausen | 1999 | Wolfgang Werner | –             | 43,0 | 16  | 37,1 | 14    | 3,8 | 2   | 6,2 | ?   | 9,9 | ?  |     |     | 38    |
| Lage von Datteln im Kreis Recklinghausen | 2004 | Wolfgang Werner | –             | 34,2 | 13  | 44,1 | 17 16 | 5,7 | 2   | 7,8 | 3   | 8,1 | 3  | –,- | - 1 | 38    |
| Lage von Datteln im Kreis Recklinghausen | 2009 |                 |               |      |     |      |       |     |     |     |     |     |    |     |     |       |
| Lage von Datteln im Kreis Recklinghausen | ?: 1994 und 1999 jeweils insgesamt 6 Mandate, die sich auf DSP und GD verteilen. Bürgermeister Wolfgang Werner (parteilos) war ursprünglich SPD. DSP: Wähler-Vereinigung Dattelner Stadt-Partei; GD: Wählergemeinschaft Die Grünen Datteln |                 |               |      |     |      |       |     |     |     |     |     |    |     |     |       |

| Lage von Haltern am See im Kreis Recklinghausen | Wahl                                   | Bürgermeister   | Bürgermeister | CDU  | CDU | SPD  | SPD | Grüne | Grüne | FDP | FDP | WGH  | WGH | Sitze |
| Lage von Haltern am See im Kreis Recklinghausen | 1994                                   |                 |               | 44,0 | 21  | 35,3 | 16  | 10,8  | 5     |     | –   | 7,2  | 3   | 45    |
| Lage von Haltern am See im Kreis Recklinghausen | 1999                                   | Josef Schmergal | CDU           | 54,6 | 24  | 31,9 | 14  | 7,3   | 3     | ?   | 1   | 4,4  | 2   | 44    |
| Lage von Haltern am See im Kreis Recklinghausen | 2004                                   | Bodo Klimpel    | CDU           | 45,4 | 22  | 23,7 | 11  | 12,3  | 6     | 3,0 | 1   | 15,7 | 8   | 48    |
| Lage von Haltern am See im Kreis Recklinghausen | 2009                                   |                 |               |      |     |      |     |       |       |     |     |      |     |       |
| Lage von Haltern am See im Kreis Recklinghausen | WGH: Wählergemeinschaft Haltern am See |                 |               |      |     |      |     |       |       |     |     |      |     |       |

| Lage von Oer-Erkenschwick im Kreis Recklinghausen | Wahl | Bürgermeister | Bürgermeister | CDU  | CDU | SPD  | SPD   | Grüne | Grüne | FDP | FDP | Linke | Linke | UWG | UWG | GL  | GL  | BOE  | BOE | Sitze |
| Lage von Oer-Erkenschwick im Kreis Recklinghausen | 1994 | Clemens Peick | SPD           | 21,7 | 9   | 62,3 | 26    |       |       |     |     |       |       | 4,9 | ??  | 9,7 | ??  |      |     | 39    |
| Lage von Oer-Erkenschwick im Kreis Recklinghausen | 1999 | Clemens Peick | SPD           | 28,2 | 11  | 54,8 | 21    | 9,4   | ?     | 6,5 | ?   | 38    |       |     |     |     |     |      |     |       |
| Lage von Oer-Erkenschwick im Kreis Recklinghausen | 2004 | J.-J. Menge   | CDU           | 28,6 | 11  | 40,4 | 16 15 | –,-   | - 1   | 3,9 | 2   | –,-   | - 2   | 7,0 | 3   | 7,5 | 3 1 | 12,7 | 5   | 40    |
| Lage von Oer-Erkenschwick im Kreis Recklinghausen | 2009 |               |               |      |     |      |       |       |       |     |     |       |       |     |     |     |     |      |     |       |
| Lage von Oer-Erkenschwick im Kreis Recklinghausen | UWG: Unabhängige Wählergemeinschaft Oer-Erkenschwick; GL: Grünen Liste Oer-Erkenschwick; BOE: Bürgervereinigung Oer-Erkenschwick. ?: insgesamt 6 Mandate für beide Wählergruppen. ??: insgesamt 4 Mandate für beide Wählergruppen. |               |               |      |     |      |       |       |       |     |     |       |       |     |     |     |     |      |     |       |

| Lage von Waltrop im Kreis Recklinghausen | Wahl | Bürgermeister     | Bürgermeister | CDU  | CDU   | SPD  | SPD   | FDP | FDP | WA  | WA | GLW | GLW | BfW | BfW | fl  | fl  | Sitze |
| Lage von Waltrop im Kreis Recklinghausen | 1994 | Jochen Münzner    | SPD           | 33,8 | 14    | 49,0 | 20    | 3,1 | –   | 6,9 | ?  | 7,3 | ?   |     |     |     |     | 39    |
| Lage von Waltrop im Kreis Recklinghausen | 1999 | Wilhelm Scheffers | CDU           | 45,8 | 18    | 34,3 | 14    | 4,3 | 2   | 8,1 | ?  | 7,5 | ?   | 38  |     |     |     |       |
| Lage von Waltrop im Kreis Recklinghausen | 2004 | Anne Heck-Guthe   | SPD           | 36,8 | 15 14 | 39,0 | 16 15 | 7,7 | 3 2 | 8,4 | 3  | 8,1 | 3 2 | –,- | - 2 | –,- | - 2 | 40    |
| Lage von Waltrop im Kreis Recklinghausen | 2009 |                   |               |      |       |      |       |     |     |     |    |     |     |     |     |     |     |       |
| Lage von Waltrop im Kreis Recklinghausen | WA: Waltroper Aufbruch; GLW: Grüne Liste Waltrop; BfW: Bündnis für Waltrop 1994: sonstige 5 Sitze, 1999: WGr/E 6 Sitze. |                   |               |      |       |      |       |     |     |     |    |     |     |     |     |     |     |       |

In Marl trat die Bürgermeisterin Uta Heinrich in der XIII. Amtsperiode (1999–2004) aus der CDU aus und näherte sich der bürgerunion marl an. Trotzdem wurde sie 2004 mit 68,8 % im zweiten Wahlgang gewählt.
Zwei Parteien im Rat von Oer-Erkenschwick haben ihre Mandate ohne Wahl gewonnen.
Die Partei Bündnis 90/Die Grünen gewann ein Mandat durch Übertritt von der Grünen Liste Oer-Erkenschwick. Die Partei Die Linke gewann mit zwei Mandaten sogar Fraktionsstärke. Die Unabhängige Wählergemeinschaft Oer-Erkenschwick (UWG) ist Mitglied im Landesverband der Freien und Unabhängigen Bürger- und Wählergemeinschaften Nordrhein-Westfalen e.V. (LWG)
In Waltrop verloren die CDU, SPD, FDP und die Grüne Liste Waltrop je ein Mandat. Zwei fanden sich zur Wählergruppe Bürger für Waltrop (BfW), zwei blieben fraktionslos.

## Remscheid
In Remscheid ist neben den vier Parteien CDU, SPD, Grüne und FDP eine Wählergruppe mit dem Namen W.i.R. Wählergemeinschaft in Remscheid aktiv. Die CDU Remscheid ist seit 1999 die stärkste Partei, aber die SPD Remscheid stellt seit der gleichen Wahl mit Beate Wilding die Bürgermeisterin.

### Stadtrat von Remscheid
Bei der Kommunalwahl 1999 galt zum ersten Mal die 5-Prozent-Hürde nicht mehr. Dies kam der FDP Remscheid zugute, die sonst den Einzug in den Rat nicht geschafft hätte. WiR Wählergemeinschaft in Remscheid zog zum ersten Mal in den Rat ein, konnte ihr Ergebnis an der Wahl 2004 noch verbessern und gewannen ein viertes Mandat.
Die Liberalen haben beim Wahlparteitag 18 % Wähleranteil zum Wahlziel für 2009 erklärt.
| Stadtrat von Remscheid | Stadtrat von Remscheid | Stadtrat von Remscheid | Stadtrat von Remscheid | Stadtrat von Remscheid | Stadtrat von Remscheid | Stadtrat von Remscheid | Stadtrat von Remscheid | Stadtrat von Remscheid | Stadtrat von Remscheid | Stadtrat von Remscheid | Stadtrat von Remscheid | Stadtrat von Remscheid | Stadtrat von Remscheid |
| ---------------------- | ---------------------- | ---------------------- | ---------------------- | ---------------------- | ---------------------- | ---------------------- | ---------------------- | ---------------------- | ---------------------- | ---------------------- | ---------------------- | ---------------------- | ---------------------- |
| Wahlperiode            | CDU                    | CDU                    | SPD                    | SPD                    | Grüne                  | Grüne                  | FDP                    | FDP                    | W.i.R.                 | W.i.R.                 | fl                     | fl                     | Rat                    |
| XII: 1994–1999         | 36,7                   | 23                     | 46,0                   | 29                     | 7,2                    | 4                      | 5,2                    | 3                      |                        |                        |                        |                        | 59                     |
| XIII: 1999–2004        | 50,0                   | 27                     | 34,5                   | 19                     | 5,5                    | 3                      | 4,6                    | 2                      | 5,4                    | 3                      |                        |                        | 54                     |
| XIV: 2004–2009 (2009)  | 41,3                   | 24                     | 32,9                   | 19 18                  | 10,5                   | 6 5                    | 7,8                    | 5                      | 6,7                    | 4                      | –,-                    | - 2                    | 58                     |

### Remscheider Oberbürgermeisterin
Bei der ersten Direktwahl 1999 des Oberbürgermeisters konnte Fred Schulz (CDU) seinen Amtsvorgänger von der SPD ablösen. 2004 wurde er von Beate Wilding (SPD) abgelöst.
Die FDP Remscheid nahm zum letzten Mal 1999 mit einer eigenen Kandidatin an einer Oberbürgermeisterwahl teil. Die ehemalige Leichtathletin und Olympiamedaillengewinnerin Liesel Westermann-Krieg erreichte allerdings nur 1.201 Wähler (2,8 %). W.i.R. Wählergemeinschaft in Remscheid ging 1999 mit Michael Dickel ins Rennen. Er verfehlte auch den Wahlsieg und wurde stattdessen Vorsitzender der Ratsfraktion der Wählergruppe.
Für die Wahl 2009 war ein bürgerliches Bündnis aus CDU, FDP und W.i.R. Wählergemeinschaft in Remscheid gegen die Amtsinhaberin angedacht. Da die CDU aber eigenmächtig Jochen Siegfried aufstellte, nachdem auch schon der 2004 gescheiterte Fred Schulz im Gespräch war, nahm die FDP von einer Wahlempfehlung zugunsten Siegfrieds Abstand und die WiR nominierte mit ihrem 2. Vorsitzenden Gunther Brockmann einen eigenen Kandidaten.
| Wahl zum Remscheider Oberbürgermeister: Kandidaten, Wähleranteil | Wahl zum Remscheider Oberbürgermeister: Kandidaten, Wähleranteil | Wahl zum Remscheider Oberbürgermeister: Kandidaten, Wähleranteil | Wahl zum Remscheider Oberbürgermeister: Kandidaten, Wähleranteil | Wahl zum Remscheider Oberbürgermeister: Kandidaten, Wähleranteil | Wahl zum Remscheider Oberbürgermeister: Kandidaten, Wähleranteil | Wahl zum Remscheider Oberbürgermeister: Kandidaten, Wähleranteil | Wahl zum Remscheider Oberbürgermeister: Kandidaten, Wähleranteil |
| Partei                                                           | 1999                                                             | 1999                                                             | 2004                                                             | 2004                                                             | 2004                                                             | 2009                                                             | 2009                                                             |
| ---------------------------------------------------------------- | ---------------------------------------------------------------- | ---------------------------------------------------------------- | ---------------------------------------------------------------- | ---------------------------------------------------------------- | ---------------------------------------------------------------- | ---------------------------------------------------------------- | ---------------------------------------------------------------- |
| Partei                                                           | Kandidat                                                         | 12.09.                                                           | Kandidat                                                         | 26.09.                                                           | 10.10.                                                           | Kandidat                                                         | 30.08.                                                           |
| CDU                                                              | Fred Schulz                                                      | 50,9                                                             | Fred Schulz                                                      | 49,4                                                             | 49,9                                                             | Jochen Siegfried                                                 |                                                                  |
| SPD                                                              | Reinhard Ulbrich                                                 | 38,9                                                             | Beate Wilding                                                    | 38,9                                                             | 50,1                                                             | Beate Wilding                                                    |                                                                  |
| Grüne                                                            | Christel Herrmann                                                | 3,2                                                              | Frank vom Scheidt                                                | 11,6                                                             | –                                                                | wie SPD                                                          | wie SPD                                                          |
| FDP                                                              | Westermann-Krieg                                                 | 2,8                                                              | –                                                                | –                                                                | –                                                                | ohne Wahlempfehlung                                              | ohne Wahlempfehlung                                              |
| W.i.R.                                                           | Michael Dickel                                                   | 4,2                                                              | –                                                                | –                                                                | –                                                                | Gunther Brockmann                                                |                                                                  |
| Gewinner und Wahlsieger (fett) farblich hervorgehoben            |                                                                  |                                                                  |                                                                  |                                                                  |                                                                  |                                                                  |                                                                  |

### Die vier Bezirksvertretungen von Remscheid
|                                                                       | Wahlperiode    | Bezirksbürgermeister | Bezirksbürgermeister | CDU | CDU | SPD | SPD | Grüne | Grüne | FDP | FDP | W.i.R. | W.i.R. | Sitze |
| XIV: 2004–2009                                                        | Bernd Quinting | CDU                  |                      | 8   |     | 6   |     | 2     |       | 2   |     | 1      | 19     |       |
| XV: 2009–2014                                                         |                |                      |                      |     |     |     |     |       |       |     |     |        | 19     |       |
| Farbe: links: Bürgermeister / Stellvertreter; rechts: Stärkste Partei |                |                      |                      |     |     |     |     |       |       |     |     |        |        |       |

|                                                                       | Wahlperiode     | Bezirksbürgermeister | Bezirksbürgermeister | CDU | CDU | SPD | SPD | Grüne | Grüne | FDP | FDP | W.i.R. | W.i.R. | Sitze |
| XIV: 2004–2009                                                        | Hans H. Rehbein | CDU                  |                      | 4   |     | 4   |     | 1     |       | 1   |     | 1      | 11     |       |
| XV: 2009–2014                                                         |                 |                      |                      |     |     |     |     |       |       |     |     |        | 11     |       |
| Farbe: links: Bürgermeister / Stellvertreter; rechts: Stärkste Partei |                 |                      |                      |     |     |     |     |       |       |     |     |        |        |       |

|                                                                       | Wahlperiode           | Bezirksbürgermeister | Bezirksbürgermeister | CDU | CDU | SPD | SPD | Grüne | Grüne | FDP | FDP | W.i.R. | W.i.R. | Sitze |
| XIV: 2004–2009                                                        | Heinz-Dieter Rohrweck | CDU                  |                      | 5   |     | 3   |     | 1     |       | 1   |     | 1      | 11     |       |
| XV: 2009–2014                                                         |                       |                      |                      |     |     |     |     |       |       |     |     |        | 11     |       |
| Farbe: links: Bürgermeister / Stellvertreter; rechts: Stärkste Partei |                       |                      |                      |     |     |     |     |       |       |     |     |        |        |       |

|                                                                       | Wahlperiode  | Bezirksbürgermeister | Bezirksbürgermeister | CDU | CDU | SPD | SPD | Grüne | Grüne | FDP | FDP | W.i.R. | W.i.R. | Sitze |
| XIV: 2004–2009                                                        | Philipp Veit | CDU                  |                      | 5   |     | 2   |     | 2     |       | 1   |     | 1      | 11     |       |
| XV: 2009–2014                                                         |              |                      |                      |     |     |     |     |       |       |     |     |        | 11     |       |
| Farbe: links: Bürgermeister / Stellvertreter; rechts: Stärkste Partei |              |                      |                      |     |     |     |     |       |       |     |     |        |        |       |

Quelle: www.remscheid.de. Es sind nur Gruppierungen aufgeführt, die Mandate erreichten.
Alle fünf Remscheider Parteien CDU, SPD, Grüne, FDP und W.i.R sind 2004 in allen vier Bezirksvertretungen vertreten. Die CDU stellt alle Bürgermeister, die SPD alle 1. Stellvertreter die FDP einen 2. Stellvertreter. Von den 52 Bezirksvertretern stellt die CDU 22. die SPD 15, die Grünen 6, die FDP 5 und W.i.R. 4.

## Rhein-Erft-Kreis
Im Rhein-Erft-Kreis sind neben den vier Landtagsparteien keine weiteren Parteien und Wählergruppen im Kreistag vertreten. Wählergruppen sind nur in den Räten der Städte und Gemeinden vertreten, wo sie allerdings jedes 20. Mandat innehaben. 2009 werden die Freien Wähler kreisweit antreten. Das Bürger Bündnis Kerpen (BBK) will zumindest in Kerpen antreten.

### Kreistag für den Rhein-Erft-Kreis
In der XIV. Amtsperiode verlor die SPD durch Austritt ein Mandat an das Bürger Bündnis Kerpen.
| Kreistag für den Rhein-Erft-Kreis: Wähleranteil und Mandate | Kreistag für den Rhein-Erft-Kreis: Wähleranteil und Mandate | Kreistag für den Rhein-Erft-Kreis: Wähleranteil und Mandate | Kreistag für den Rhein-Erft-Kreis: Wähleranteil und Mandate | Kreistag für den Rhein-Erft-Kreis: Wähleranteil und Mandate | Kreistag für den Rhein-Erft-Kreis: Wähleranteil und Mandate | Kreistag für den Rhein-Erft-Kreis: Wähleranteil und Mandate | Kreistag für den Rhein-Erft-Kreis: Wähleranteil und Mandate | Kreistag für den Rhein-Erft-Kreis: Wähleranteil und Mandate | Kreistag für den Rhein-Erft-Kreis: Wähleranteil und Mandate | Kreistag für den Rhein-Erft-Kreis: Wähleranteil und Mandate | Kreistag für den Rhein-Erft-Kreis: Wähleranteil und Mandate | Kreistag für den Rhein-Erft-Kreis: Wähleranteil und Mandate | Kreistag für den Rhein-Erft-Kreis: Wähleranteil und Mandate |
| ----------------------------------------------------------- | ----------------------------------------------------------- | ----------------------------------------------------------- | ----------------------------------------------------------- | ----------------------------------------------------------- | ----------------------------------------------------------- | ----------------------------------------------------------- | ----------------------------------------------------------- | ----------------------------------------------------------- | ----------------------------------------------------------- | ----------------------------------------------------------- | ----------------------------------------------------------- | ----------------------------------------------------------- | ----------------------------------------------------------- |
| Wahlperiode                                                 | CDU                                                         | CDU                                                         | SPD                                                         | SPD                                                         | Grüne                                                       | Grüne                                                       | FDP                                                         | FDP                                                         | BBK                                                         | BBK                                                         | sonst.                                                      | sonst.                                                      | Tag                                                         |
| XII: 1994–1999                                              | 38,4                                                        | 28                                                          | 47,1                                                        | 34                                                          | 8,1                                                         | 5                                                           | 4,3                                                         | –                                                           |                                                             |                                                             | 2,0                                                         | –                                                           | 67                                                          |
| XIII: 1999–2004                                             | 49,7                                                        | 33                                                          | 38,7                                                        | 26                                                          | 6,3                                                         | 4                                                           | 5,1                                                         | 3                                                           | 0,1                                                         | –                                                           | 66                                                          |                                                             |                                                             |
| XIV: 2004–2009                                              | 45,0                                                        | 30                                                          | 34,6                                                        | 23 22                                                       | 10,0                                                        | 7                                                           | 9,2                                                         | 6                                                           | –,-                                                         | 1                                                           | 1,3                                                         | 0                                                           | 66                                                          |
| XV: 2009–2014                                               |                                                             |                                                             |                                                             |                                                             |                                                             |                                                             |                                                             |                                                             |                                                             |                                                             |                                                             |                                                             |                                                             |
| Sonstige 1999: City Initiative Pulheim (CIP)                |                                                             |                                                             |                                                             |                                                             |                                                             |                                                             |                                                             |                                                             |                                                             |                                                             |                                                             |                                                             |                                                             |

### Stadt- und Gemeinderäte im Rhein-Erft-Kreis
| Karte | Wahl                                 | Bürgermeister | Bürgermeister | CDU  | CDU | SPD  | SPD | Grüne | Grüne | FDP | FDP | FWG  | FWG | – | – | Rat |
| Karte | 2004                                 | Gunnar Koerdt | CDU           | 49,7 | 18  | 30,1 | 11  | 3,9   | 1     | 4,5 | 2   | 11,8 | 4   | – | – | 36  |
| Karte | 2009                                 |               |               |      |     |      |     |       |       |     |     |      |     |   |   |     |
| Karte | Freie Wählergemeinschaft Bedburg FWG |               |               |      |     |      |     |       |       |     |     |      |     |   |   |     |

| Karte | Wahl                                                                                          | Bürgermeister | Bürgermeister | CDU  | CDU | SPD  | SPD | Grüne | Grüne | FDP | FDP | UBB | UBB | BMA | BMA | Rat |
| Karte | 2004                                                                                          | Maria Pfordt  | CDU           | 46,7 | 22  | 30,1 | 14  | 6,3   | 3     | 5,3 | 2 3 | 2,6 | 1 - | 8,5 | 4   | 46  |
| Karte | 2009                                                                                          |               |               |      |     |      |     |       |       |     |     |     |     |     |     |     |
| Karte | UBB Freie Wählergemeinschaft (Übertritt zur FDP) Wählergemeinschaft Bergheim alternativ (BMA) |               |               |      |     |      |     |       |       |     |     |     |     |     |     |     |

| Karte | Wahl                                           | Bürgermeister     | Bürgermeister | CDU  | CDU | SPD  | SPD | Grüne | Grüne | FDP | FDP | fw/bfb | fw/bfb | – | – | Rat |
| Karte | 2004                                           | Michael Kreuzberg | CDU           | 47,0 | 23  | 25,8 | 12  | 11,1  | 5     | 4,7 | 2   | 11,5   | 6      | – | – | 48  |
| Karte | 2009                                           |                   |               |      |     |      |     |       |       |     |     |        |        |   |   |     |
| Karte | Freie Wähler/Bürger-Vereinigung Brühl (fw/bfb) |                   |               |      |     |      |     |       |       |     |     |        |        |   |   |     |

| Karte | Wahl | Bürgermeister       | Bürgermeister | CDU  | CDU | SPD  | SPD | Grüne | Grüne | FDP  | FDP | – | – | – | – | Rat |
| Karte | 2004 | Ernst-Dieter Bösche | SPD           | 40,6 | 20  | 40,1 | 20  | 8,6   | 4     | 10,8 | 6   | – | – | – | – | 50  |
| Karte | 2009 |                     |               |      |     |      |     |       |       |      |     |   |   |   |   |     |
| Karte | –    |                     |               |      |     |      |     |       |       |      |     |   |   |   |   |     |

| Karte | Wahl                         | Bürgermeister    | Bürgermeister | CDU  | CDU | SPD  | SPD | Grüne | Grüne | FDP | FDP | PfF | PfF | – | – | Rat |
| Karte | 2004                         | Hans-Willi Meier | CDU           | 49,5 | 22  | 33,4 | 15  | 7,4   | 3     | 5,6 | 2   | 4,0 | 2   | – | – | 44  |
| Karte | 2009                         |                  |               |      |     |      |     |       |       |     |     |     |     |   |   |     |
| Karte | PfF: Perspektive für Frechen |                  |               |      |     |      |     |       |       |     |     |     |     |   |   |     |

| Karte | Wahl                                                | Bürgermeister   | Bürgermeister | CDU  | CDU | SPD  | SPD | Grüne | Grüne | FDP | FDP | BBK | BBK | WG2 | WG2 | Rat |
| Karte | 2004                                                | Walther Boecker | SPD           | 41,7 | 18  | 44,2 | 19  | 8,0   | 4     | 6,2 | 3   | –   | –   | –   | –   | 44  |
| Karte | 2009                                                |                 |               |      |     |      |     |       |       |     |     |     |     |     |     |     |
| Karte | BBK: Freie Wählergruppe Bürger Bündnis Kerpen (BBK) |                 |               |      |     |      |     |       |       |     |     |     |     |     |     |     |

| Karte | Wahl                                                | Bürgermeister   | Bürgermeister | CDU  | CDU | SPD  | SPD | Grüne | Grüne | FDP | FDP | BBK | BBK | – | – | Rat |
| Karte | 2004                                                | Marlies Sieburg | SPD           | 43,0 | 20  | 35,9 | 16  | 10,0  | 5     | 7,3 | 3   | 3,7 | 2   | – | – | 46  |
| Karte | 2009                                                |                 |               |      |     |      |     |       |       |     |     |     |     |   |   |     |
| Karte | BBK: Freie Wählergruppe Bürger Bündnis Kerpen (BBK) |                 |               |      |     |      |     |       |       |     |     |     |     |   |   |     |

| Karte | Wahl                          | Bürgermeister       | Bürgermeister | CDU  | CDU | SPD  | SPD | Grüne | Grüne | FDP  | FDP | BV  | BV | – | – | Rat |
| Karte | 2004                          | Karl-August Morisse | FDP           | 40,2 | 22  | 28,1 | 16  | 10,5  | 6     | 13,9 | 8   | 7,3 | 4  | – | – | 56  |
| Karte | 2009                          |                     |               |      |     |      |     |       |       |      |     |     |    |   |   |     |
| Karte | BV: Bürgerverein Pulheim (BV) |                     |               |      |     |      |     |       |       |      |     |     |    |   |   |     |

| Karte | Wahl | Bürgermeister  | Bürgermeister | CDU  | CDU | SPD  | SPD | Grüne | Grüne | FDP | FDP | WG1 | WG1 | WG2 | WG2 | Rat |
| Karte | 2004 | Günter Ditgens | CDU           | 46,7 | 18  | 36,0 | 14  | 8,0   | 3     | 9,4 | 3   | –   | –   | –   | –   | 38  |
| Karte | 2009 |                |               |      |     |      |     |       |       |     |     |     |     |     |     |     |
| Karte | –    |                |               |      |     |      |     |       |       |     |     |     |     |     |     |     |

| Karte | Wahl | Bürgermeister    | Bürgermeister | CDU  | CDU | SPD  | SPD | Grüne | Grüne | FDP | FDP | WG1 | WG1 | WG2 | WG2 | Rat |
| Karte | 2004 | Wilfried Effertz | SPD           | 46,7 | 17  | 36,6 | 13  | 9,1   | 3     | 7,6 | 3   | –   | –   | –   | –   | 36  |
| Karte | 2009 |                  |               |      |     |      |     |       |       |     |     |     |     |     |     |     |
| Karte | –    |                  |               |      |     |      |     |       |       |     |     |     |     |     |     |     |

| Karte | Wahl | Bürgermeister         | Bürgermeister         | CDU | SPD | Grüne | FDP   | WG    | – | Rat |
| Karte | 2004 | 5 CDU – 4 SPD – 1 FDP | 5 CDU – 4 SPD – 1 FDP | 200 | 150 | 37    | 34/35 | 23/22 | – | 444 |
| Karte | 2009 | –                     | –                     |     |     |       |       |       |   |     |
| Karte | –    |                       |                       |     |     |       |       |       |   |     |

## Rheinisch-Bergischer Kreis
Im Rheinisch-Bergischen Kreis sind drei Wählergruppen aktiv: die Unabhängige Wählergemeinschaft – Bürger für Bürger – Rhein-Berg (UWG-BfB), FUWG und das BürgerForum. In der XIII. Amtsperiode 1999–2004 war die Wermelskirchener Neue Kommunalpolitik (WNK) heute: Wermelskirchener Neue Kommunalpolitik Unabhängige Wählergemeinschaft (WNK UWG) getrennt von UWG-BfB im Kreistag vertreten. Heute ist WNK UWG eine Mitgliedsgruppe bei UWG-BfB.
| Kreistag für den Rheinisch-Bergischen Kreis: Wähleranteil und Mandate                 | Kreistag für den Rheinisch-Bergischen Kreis: Wähleranteil und Mandate | Kreistag für den Rheinisch-Bergischen Kreis: Wähleranteil und Mandate | Kreistag für den Rheinisch-Bergischen Kreis: Wähleranteil und Mandate | Kreistag für den Rheinisch-Bergischen Kreis: Wähleranteil und Mandate | Kreistag für den Rheinisch-Bergischen Kreis: Wähleranteil und Mandate | Kreistag für den Rheinisch-Bergischen Kreis: Wähleranteil und Mandate | Kreistag für den Rheinisch-Bergischen Kreis: Wähleranteil und Mandate | Kreistag für den Rheinisch-Bergischen Kreis: Wähleranteil und Mandate | Kreistag für den Rheinisch-Bergischen Kreis: Wähleranteil und Mandate | Kreistag für den Rheinisch-Bergischen Kreis: Wähleranteil und Mandate | Kreistag für den Rheinisch-Bergischen Kreis: Wähleranteil und Mandate | Kreistag für den Rheinisch-Bergischen Kreis: Wähleranteil und Mandate | Kreistag für den Rheinisch-Bergischen Kreis: Wähleranteil und Mandate | Kreistag für den Rheinisch-Bergischen Kreis: Wähleranteil und Mandate | Kreistag für den Rheinisch-Bergischen Kreis: Wähleranteil und Mandate | Kreistag für den Rheinisch-Bergischen Kreis: Wähleranteil und Mandate | Kreistag für den Rheinisch-Bergischen Kreis: Wähleranteil und Mandate | Kreistag für den Rheinisch-Bergischen Kreis: Wähleranteil und Mandate | Kreistag für den Rheinisch-Bergischen Kreis: Wähleranteil und Mandate | Kreistag für den Rheinisch-Bergischen Kreis: Wähleranteil und Mandate | Kreistag für den Rheinisch-Bergischen Kreis: Wähleranteil und Mandate |
| ------------------------------------------------------------------------------------- | --------------------------------------------------------------------- | --------------------------------------------------------------------- | --------------------------------------------------------------------- | --------------------------------------------------------------------- | --------------------------------------------------------------------- | --------------------------------------------------------------------- | --------------------------------------------------------------------- | --------------------------------------------------------------------- | --------------------------------------------------------------------- | --------------------------------------------------------------------- | --------------------------------------------------------------------- | --------------------------------------------------------------------- | --------------------------------------------------------------------- | --------------------------------------------------------------------- | --------------------------------------------------------------------- | --------------------------------------------------------------------- | --------------------------------------------------------------------- | --------------------------------------------------------------------- | --------------------------------------------------------------------- | --------------------------------------------------------------------- | --------------------------------------------------------------------- |
| Wahlperiode                                                                           | CDU                                                                   | CDU                                                                   | SPD                                                                   | SPD                                                                   | Grüne                                                                 | Grüne                                                                 | FDP                                                                   | FDP                                                                   | UWG-BfB                                                               | UWG-BfB                                                               | FUWG                                                                  | FUWG                                                                  | BF                                                                    | BF                                                                    | WNK                                                                   | WNK                                                                   | Pro NRW                                                               | Pro NRW                                                               | KID                                                                   | KID                                                                   | Tag                                                                   |
| XII: 1994–1999                                                                        | 45,1                                                                  | 26                                                                    | 35,0                                                                  | 20                                                                    | 11,7                                                                  | 6                                                                     | 6,9                                                                   | 3                                                                     | 1,3                                                                   | –                                                                     |                                                                       |                                                                       |                                                                       |                                                                       |                                                                       |                                                                       |                                                                       |                                                                       |                                                                       |                                                                       | 55                                                                    |
| XIII: 1999–2004                                                                       | 51,3                                                                  | 28                                                                    | 28,5                                                                  | 15                                                                    | 8,0                                                                   | 4                                                                     | 7,1                                                                   | 4                                                                     | 3,8                                                                   | 2                                                                     | 1,2                                                                   | 1                                                                     | 54                                                                    |                                                                       |                                                                       |                                                                       |                                                                       |                                                                       |                                                                       |                                                                       |                                                                       |
| XIV: 2004–2009                                                                        | 40,4                                                                  | 25                                                                    | 27,8                                                                  | 17                                                                    | 12,1                                                                  | 8                                                                     | 10,0                                                                  | 6                                                                     | 6,2                                                                   | 4                                                                     | 1,7                                                                   | 1                                                                     | 1,8                                                                   | 1                                                                     |                                                                       |                                                                       | 62                                                                    |                                                                       |                                                                       |                                                                       |                                                                       |
| XV: 2009–2014                                                                         | 38,4                                                                  | 28                                                                    | 22,9                                                                  | 16                                                                    | 12,9                                                                  | 10                                                                    | 11,9                                                                  | 9                                                                     | 4,8                                                                   | 3                                                                     |                                                                       |                                                                       | 1,9                                                                   | 1                                                                     |                                                                       |                                                                       | 2,0                                                                   | 1                                                                     | 1,4                                                                   | 1                                                                     | 70                                                                    |
| 1999 traten WNK und UWG-BfB noch getrennt an. WKN UWG ist jetzt Mitglied bei UWG-BfB. |                                                                       |                                                                       |                                                                       |                                                                       |                                                                       |                                                                       |                                                                       |                                                                       |                                                                       |                                                                       |                                                                       |                                                                       |                                                                       |                                                                       |                                                                       |                                                                       |                                                                       |                                                                       |                                                                       |                                                                       |                                                                       |

## Rhein-Kreis Neuss
Im Rhein-Kreis Neuss (bis 1. Juli 2003 Kreis Neuss) sind gleich zwei nicht im Landtag vertretene Parteien tätig: die
Deutsche Zentrumspartei und die Offensive D
Die Wählergruppen Aktive Bürger Gemeinschaft / Die Aktive und UWG Rhein-Kreis Neuss bilden im Kreistag eine Fraktionsgemeinschaft.
Die 2003 gegründete Wählergruppe Aktive Bürger Gemeinschaft / Die Aktive aus Korschenbroich ist ein Zusammenschluss von Bürgern aus unterschiedlichen Gesellschaftsschichten. Sie sind aus den Grundwasser-Aktiven entstanden. Als einen wichtigen Schwerpunkt ihrer politischen Arbeit nennen sie die Lösung des Grundwasserproblems in Korschenbroich.
| Kreistag für den Rhein-Kreis Neuss: Wähleranteil und Mandate | Kreistag für den Rhein-Kreis Neuss: Wähleranteil und Mandate | Kreistag für den Rhein-Kreis Neuss: Wähleranteil und Mandate | Kreistag für den Rhein-Kreis Neuss: Wähleranteil und Mandate | Kreistag für den Rhein-Kreis Neuss: Wähleranteil und Mandate | Kreistag für den Rhein-Kreis Neuss: Wähleranteil und Mandate | Kreistag für den Rhein-Kreis Neuss: Wähleranteil und Mandate | Kreistag für den Rhein-Kreis Neuss: Wähleranteil und Mandate | Kreistag für den Rhein-Kreis Neuss: Wähleranteil und Mandate | Kreistag für den Rhein-Kreis Neuss: Wähleranteil und Mandate | Kreistag für den Rhein-Kreis Neuss: Wähleranteil und Mandate | Kreistag für den Rhein-Kreis Neuss: Wähleranteil und Mandate | Kreistag für den Rhein-Kreis Neuss: Wähleranteil und Mandate | Kreistag für den Rhein-Kreis Neuss: Wähleranteil und Mandate | Kreistag für den Rhein-Kreis Neuss: Wähleranteil und Mandate | Kreistag für den Rhein-Kreis Neuss: Wähleranteil und Mandate | Kreistag für den Rhein-Kreis Neuss: Wähleranteil und Mandate | Kreistag für den Rhein-Kreis Neuss: Wähleranteil und Mandate | Kreistag für den Rhein-Kreis Neuss: Wähleranteil und Mandate | Kreistag für den Rhein-Kreis Neuss: Wähleranteil und Mandate | Kreistag für den Rhein-Kreis Neuss: Wähleranteil und Mandate | Kreistag für den Rhein-Kreis Neuss: Wähleranteil und Mandate |
| ------------------------------------------------------------ | ------------------------------------------------------------ | ------------------------------------------------------------ | ------------------------------------------------------------ | ------------------------------------------------------------ | ------------------------------------------------------------ | ------------------------------------------------------------ | ------------------------------------------------------------ | ------------------------------------------------------------ | ------------------------------------------------------------ | ------------------------------------------------------------ | ------------------------------------------------------------ | ------------------------------------------------------------ | ------------------------------------------------------------ | ------------------------------------------------------------ | ------------------------------------------------------------ | ------------------------------------------------------------ | ------------------------------------------------------------ | ------------------------------------------------------------ | ------------------------------------------------------------ | ------------------------------------------------------------ | ------------------------------------------------------------ |
| Wahlperiode                                                  | CDU                                                          | CDU                                                          | SPD                                                          | SPD                                                          | Grüne                                                        | Grüne                                                        | FDP                                                          | FDP                                                          | UWG NE                                                       | UWG NE                                                       | PDS                                                          | PDS                                                          | Zentrum                                                      | Zentrum                                                      | Aktive                                                       | Aktive                                                       | Off. D                                                       | Off. D                                                       | Pro NRW                                                      | Pro NRW                                                      | Tag                                                          |
| XII: 1994–1999                                               | 47,3                                                         | 35                                                           | 35,4                                                         | 26                                                           | 8,2                                                          | 6                                                            | 4,1                                                          | –                                                            | 3,9                                                          | –                                                            |                                                              |                                                              | 1,1                                                          | –                                                            |                                                              |                                                              |                                                              |                                                              |                                                              |                                                              | 67                                                           |
| XIII: 1999–2004                                              | 55,7                                                         | 37                                                           | 27,0                                                         | 18                                                           | 5,7                                                          | 4                                                            | 5,3                                                          | 3                                                            | 4,0                                                          | 2                                                            | 1,2                                                          | 1                                                            | 1,1                                                          | 1                                                            |                                                              |                                                              |                                                              |                                                              |                                                              |                                                              | 66                                                           |
| XIV: 2004–2009                                               | 49,7                                                         | 33                                                           | 25,9                                                         | 17                                                           | 8,3                                                          | 6                                                            | 7,6                                                          | 5                                                            | 3,5                                                          | 2                                                            | 2,0                                                          | 1                                                            | 1,6                                                          | 1                                                            | 0,9                                                          | 1                                                            | 0,6                                                          | –                                                            |                                                              |                                                              | 66                                                           |
| XV: 2009–2014                                                | 43,8                                                         | 32                                                           | 22,6                                                         | 17                                                           | 10,5                                                         | 8                                                            | 11,6                                                         | 9                                                            | 3,4                                                          | 3                                                            | 2,8                                                          | 2                                                            | 1,9                                                          | 1                                                            | 1,2                                                          | 1                                                            | -                                                            | -                                                            | 1,7                                                          | 1                                                            | 74                                                           |

## Rhein-Sieg-Kreis
| Wahlperiode     | CDU  | CDU | SPD  | SPD | Grüne | Grüne | FDP  | FDP | Die Linke | Die Linke | FUW | FUW | NPD | NPD | Dtl | Dtl | BfM | BfM | sonstige | sonstige | ges. |
| XII: 1994–1999  | 46,3 | 35  | 34,0 | 26  | 11,3  | 8     | 5,2  | 4   | 0,3       | –         | –   | –   | –   | –   | –   | –   | –   | –   | 2,9      | –        | 73   |
| XIII: 1999–2004 | 57,0 | 41  | 27,9 | 20  | 8,6   | 6     | 5,9  | 4   | –         | –         | –   | –   | 0,5 | 1   | 0,1 | –   | –   | –   | –        | –        | 72   |
| XIV: 2004–2009  | 49,4 | 36  | 25,7 | 19  | 11,8  | 8     | 8,4  | 6   | 1,6       | 1         | –   | –   | 1,6 | 1   | 1,5 | 1   | –   | –   | –        | –        | 72   |
| XV: 2009–2014   | 43,0 | 32  | 22,6 | 17  | 13,6  | 10    | 12,8 | 9   | 3,1       | 2         | 1,8 | 1   | 1,0 | 1   | 1,3 | 1   | 0,7 | 1   | –        | –        | 72   |

### Gemeinde- und Stadträte im Rhein-Sieg-Kreis
| Kommunalvertretungen: Bürgermeister, Parteien: Wähleranteil und Sitze | Kommunalvertretungen: Bürgermeister, Parteien: Wähleranteil und Sitze | Kommunalvertretungen: Bürgermeister, Parteien: Wähleranteil und Sitze | Kommunalvertretungen: Bürgermeister, Parteien: Wähleranteil und Sitze | Kommunalvertretungen: Bürgermeister, Parteien: Wähleranteil und Sitze | Kommunalvertretungen: Bürgermeister, Parteien: Wähleranteil und Sitze | Kommunalvertretungen: Bürgermeister, Parteien: Wähleranteil und Sitze | Kommunalvertretungen: Bürgermeister, Parteien: Wähleranteil und Sitze | Kommunalvertretungen: Bürgermeister, Parteien: Wähleranteil und Sitze | Kommunalvertretungen: Bürgermeister, Parteien: Wähleranteil und Sitze | Kommunalvertretungen: Bürgermeister, Parteien: Wähleranteil und Sitze | Kommunalvertretungen: Bürgermeister, Parteien: Wähleranteil und Sitze | Kommunalvertretungen: Bürgermeister, Parteien: Wähleranteil und Sitze | Kommunalvertretungen: Bürgermeister, Parteien: Wähleranteil und Sitze | Kommunalvertretungen: Bürgermeister, Parteien: Wähleranteil und Sitze | Kommunalvertretungen: Bürgermeister, Parteien: Wähleranteil und Sitze | Kommunalvertretungen: Bürgermeister, Parteien: Wähleranteil und Sitze |
| Wahlperiode                                                           | Kommune                                                               | Bürgermeister                                                         | Bürgermeister                                                         | CDU                                                                   | CDU                                                                   | SPD                                                                   | SPD                                                                   | Grüne                                                                 | Grüne                                                                 | FDP                                                                   | FDP                                                                   | WG                                                                    | WG                                                                    | Sonstige                                                              | Sonstige                                                              | BV                                                                    |
| XIV: 2004–2009                                                        |                                                                       |                                                                       |                                                                       |                                                                       |                                                                       |                                                                       |                                                                       |                                                                       |                                                                       |                                                                       |                                                                       |                                                                       |                                                                       |                                                                       |                                                                       |                                                                       |
| --------------------------------------------------------------------- | --------------------------------------------------------------------- | --------------------------------------------------------------------- | --------------------------------------------------------------------- | --------------------------------------------------------------------- | --------------------------------------------------------------------- | --------------------------------------------------------------------- | --------------------------------------------------------------------- | --------------------------------------------------------------------- | --------------------------------------------------------------------- | --------------------------------------------------------------------- | --------------------------------------------------------------------- | --------------------------------------------------------------------- | --------------------------------------------------------------------- | --------------------------------------------------------------------- | --------------------------------------------------------------------- | --------------------------------------------------------------------- |
| XIV: 2004–2009                                                        | Alfter                                                                | Bärbel Steinkemper                                                    | CDU                                                                   | 42,9                                                                  | 16                                                                    | 20,1                                                                  | 8                                                                     | 14,6                                                                  | 6                                                                     | 8,8                                                                   | 3                                                                     | 13,6                                                                  | 5                                                                     |                                                                       |                                                                       | 38                                                                    |
| XIV: 2004–2009                                                        | Bad Honnef                                                            | Wally Feiden                                                          | SPD                                                                   | 34,6                                                                  | 15                                                                    | 22,8                                                                  | 10                                                                    | 11,3                                                                  | 5                                                                     | 8,9                                                                   | 4                                                                     | 22,3                                                                  | 10                                                                    |                                                                       |                                                                       | 44                                                                    |
| XIV: 2004–2009                                                        | Bornheim                                                              | Wolfgang Henseler                                                     | SPD                                                                   | 44,6                                                                  | 20                                                                    | 26,8                                                                  | 12                                                                    | 11,2                                                                  | 5                                                                     | 5,7                                                                   | 2                                                                     | 11,6                                                                  | 5                                                                     |                                                                       |                                                                       | 44                                                                    |
| XIV: 2004–2009                                                        | Eitorf                                                                | Rüdiger Storch                                                        | FDP                                                                   | 50,7                                                                  | 16                                                                    | 19,6                                                                  | 6                                                                     | 7,9                                                                   | 3                                                                     | 12,1                                                                  | 4                                                                     | 9,7                                                                   | 3                                                                     |                                                                       |                                                                       | 32                                                                    |
| XIV: 2004–2009                                                        | Hennef                                                                | Klaus Pipke                                                           | CDU                                                                   | 47,0                                                                  | 21                                                                    | 19,5                                                                  | 8                                                                     | 10,8                                                                  | 5                                                                     | 8,6                                                                   | 4                                                                     | 14,1                                                                  | 6                                                                     | –                                                                     | –                                                                     | 44                                                                    |
| XIV: 2004–2009                                                        | Königswinter                                                          | Peter Wirtz                                                           | CDU                                                                   | 52,2                                                                  | 21                                                                    | 24,4                                                                  | 10                                                                    | 14,2                                                                  | 5                                                                     | 9,2                                                                   | 4                                                                     | –                                                                     | –                                                                     | –                                                                     | –                                                                     | 40                                                                    |
| XIV: 2004–2009                                                        | Lohmar                                                                | Wolfgang Röger                                                        | CDU                                                                   | 39,7                                                                  | 16                                                                    | 21,0                                                                  | 9                                                                     | 25,5                                                                  | 10                                                                    | 5,5                                                                   | 2                                                                     | 8,3                                                                   | 3                                                                     | –                                                                     | –                                                                     | 40                                                                    |
| XIV: 2004–2009                                                        | Meckenheim                                                            | Yvonne Kempen (inzw. abgewählt)                                       | CDU                                                                   | 47,4                                                                  | 19                                                                    | 25,8                                                                  | 10                                                                    | 7,2                                                                   | 3                                                                     | 8,1                                                                   | 3                                                                     | 11,6                                                                  | 5                                                                     | –                                                                     | –                                                                     | 40                                                                    |
| XIV: 2004–2009                                                        | Much                                                                  | Alfred Haas                                                           | CDU                                                                   | 57,6                                                                  | 16                                                                    | 23,3                                                                  | 7                                                                     | 12,0                                                                  | 3                                                                     | 7,1                                                                   | 2                                                                     | –                                                                     | –                                                                     | –                                                                     | –                                                                     | 28                                                                    |
| XIV: 2004–2009                                                        | Neunkirchen-Seelscheid                                                | Helmut Meng                                                           | CDU                                                                   | 47,9                                                                  | 16                                                                    | 24,9                                                                  | 9                                                                     | 12,2                                                                  | 4                                                                     | 15,0                                                                  | 5                                                                     | –                                                                     | –                                                                     | –                                                                     | –                                                                     | 34                                                                    |
| XIV: 2004–2009                                                        | Niederkassel                                                          | Anton Walter Esser                                                    | CDU                                                                   | 53,2                                                                  | 20                                                                    | 26,9                                                                  | 10                                                                    | 8,6                                                                   | 4                                                                     | 11,2                                                                  | 4                                                                     | –                                                                     | –                                                                     | –                                                                     | –                                                                     | 38                                                                    |
| XIV: 2004–2009                                                        | Rheinbach                                                             | Stefan Raetz                                                          | CDU                                                                   | 47,5                                                                  | 17                                                                    | 24,0                                                                  | 9                                                                     | 7,3                                                                   | 3                                                                     | 6,7                                                                   | 2                                                                     | 14,6                                                                  | 5                                                                     | –                                                                     | –                                                                     | 36                                                                    |
| XIV: 2004–2009                                                        | Ruppichteroth                                                         | Hartmut Drawz                                                         | CDU                                                                   | 56,5                                                                  | 17                                                                    | 22,5                                                                  | 7                                                                     | 10,2                                                                  | 3                                                                     | 10,8                                                                  | 3                                                                     | –                                                                     | –                                                                     | –                                                                     | –                                                                     | 30                                                                    |
| XIV: 2004–2009                                                        | Sankt Augustin                                                        | Klaus Schumacher                                                      | CDU                                                                   | 48,7                                                                  | 24                                                                    | 31,4                                                                  | 16                                                                    | 11,5                                                                  | 6                                                                     | 8,4                                                                   | 4                                                                     | –                                                                     | –                                                                     | –                                                                     | –                                                                     | 50                                                                    |
| XIV: 2004–2009                                                        | Siegburg                                                              | Franz Huhn                                                            | CDU                                                                   | 57,2                                                                  | 25                                                                    | 22,7                                                                  | 10                                                                    | 11,3                                                                  | 5                                                                     | 5,6                                                                   | 3                                                                     | –                                                                     | –                                                                     | 3,2                                                                   | 1                                                                     | 44                                                                    |
| XIV: 2004–2009                                                        | Swisttal                                                              | Eckhard Maack                                                         | CDU                                                                   | 56,1                                                                  | 21                                                                    | 24,9                                                                  | 10                                                                    | 10,5                                                                  | 4                                                                     | 8,5                                                                   | 3                                                                     | –                                                                     | –                                                                     | –                                                                     | –                                                                     | 38                                                                    |
| XIV: 2004–2009                                                        | Troisdorf                                                             | Manfred Uedelhoven                                                    | CDU                                                                   | 48,2                                                                  | 24                                                                    | 35,5                                                                  | 18                                                                    | 7,4                                                                   | 4                                                                     | 5,1                                                                   | 2                                                                     | 3,8                                                                   | 2                                                                     | –                                                                     | –                                                                     | 50                                                                    |
| XIV: 2004–2009                                                        | Wachtberg                                                             | Theo Hüffel                                                           | CDU                                                                   | 49,5                                                                  | 19                                                                    | 22,6                                                                  | 8                                                                     | 7,7                                                                   | 3                                                                     | 9,6                                                                   | 4                                                                     | 10,6                                                                  | 4                                                                     | –                                                                     | –                                                                     | 38                                                                    |
| XIV: 2004–2009                                                        | Windeck                                                               | Jürgen Funke                                                          | SPD                                                                   | 42,4                                                                  | 14                                                                    | 37,8                                                                  | 12                                                                    | 8,0                                                                   | 2                                                                     | 8,2                                                                   | 3                                                                     | –                                                                     | –                                                                     | 3,7                                                                   | 1                                                                     | 32                                                                    |
| XIV: 2004–2009                                                        | Gesamt Rhein-Sieg-Kreis                                               | Gesamt Rhein-Sieg-Kreis                                               | Gesamt Rhein-Sieg-Kreis                                               | 357                                                                   | 357                                                                   | 189                                                                   | 189                                                                   | 83                                                                    | 83                                                                    | 61                                                                    | 61                                                                    |                                                                       |                                                                       |                                                                       |                                                                       | 740                                                                   |

## Kreis Siegen-Wittgenstein
| Kreistag Siegen-Wittgenstein: Wähleranteil und Mandate | Kreistag Siegen-Wittgenstein: Wähleranteil und Mandate | Kreistag Siegen-Wittgenstein: Wähleranteil und Mandate | Kreistag Siegen-Wittgenstein: Wähleranteil und Mandate | Kreistag Siegen-Wittgenstein: Wähleranteil und Mandate | Kreistag Siegen-Wittgenstein: Wähleranteil und Mandate | Kreistag Siegen-Wittgenstein: Wähleranteil und Mandate | Kreistag Siegen-Wittgenstein: Wähleranteil und Mandate | Kreistag Siegen-Wittgenstein: Wähleranteil und Mandate | Kreistag Siegen-Wittgenstein: Wähleranteil und Mandate | Kreistag Siegen-Wittgenstein: Wähleranteil und Mandate | Kreistag Siegen-Wittgenstein: Wähleranteil und Mandate | Kreistag Siegen-Wittgenstein: Wähleranteil und Mandate | Kreistag Siegen-Wittgenstein: Wähleranteil und Mandate | Kreistag Siegen-Wittgenstein: Wähleranteil und Mandate | Kreistag Siegen-Wittgenstein: Wähleranteil und Mandate | Kreistag Siegen-Wittgenstein: Wähleranteil und Mandate | Kreistag Siegen-Wittgenstein: Wähleranteil und Mandate |
| ------------------------------------------------------ | ------------------------------------------------------ | ------------------------------------------------------ | ------------------------------------------------------ | ------------------------------------------------------ | ------------------------------------------------------ | ------------------------------------------------------ | ------------------------------------------------------ | ------------------------------------------------------ | ------------------------------------------------------ | ------------------------------------------------------ | ------------------------------------------------------ | ------------------------------------------------------ | ------------------------------------------------------ | ------------------------------------------------------ | ------------------------------------------------------ | ------------------------------------------------------ | ------------------------------------------------------ |
| Wahlperiode                                            | CDU                                                    | CDU                                                    | SPD                                                    | SPD                                                    | Grüne                                                  | Grüne                                                  | FDP                                                    | FDP                                                    | UWG                                                    | UWG                                                    | REP                                                    | REP                                                    | FWU                                                    | FWU                                                    | UWG Neunkirchen                                        | UWG Neunkirchen                                        | ges.                                                   |
| XIII: 1999–2004                                        | 49,2                                                   | 27                                                     | 34,3                                                   | 18                                                     | 5,1                                                    | 3                                                      | 5,7                                                    | 3                                                      | 5,2                                                    | 3                                                      | –                                                      | –                                                      | –                                                      | –                                                      | –                                                      | –                                                      | 54                                                     |
| XIV: 2004–2009                                         | 42,0                                                   | 24                                                     | 30,7                                                   | 17                                                     | 7,8                                                    | 4                                                      | 8,0                                                    | 4                                                      | 7,2                                                    | 4                                                      | 2,7                                                    | 1                                                      | 1,1                                                    | 1                                                      | 0,5                                                    | –                                                      | 54                                                     |
| XV: 2009–2014                                          |                                                        |                                                        |                                                        |                                                        |                                                        |                                                        |                                                        |                                                        |                                                        |                                                        |                                                        |                                                        |                                                        |                                                        |                                                        |                                                        | 54                                                     |

## Kreis Soest
Kreis Soest in Südwestfalen
Bürgergemeinschaft Kreis Soest (BG) politischer Verein
Bürgergemeinschaft (BG)

### Kreistag für den Kreis Soest
| Wahlperiode     | CDU  | CDU | SPD  | SPD | BG   | BG | FDP  | FDP | Grüne | Grüne | SO! | SO! | Die Linke | Die Linke | Tag |
| XII: 1994–1999  | 45,9 | 27  | 37,2 | 21  | 5,4  | 3  | 4,0  | –   | 7,5   | 4     |     |     | 55        |           |     |
| XIII: 1999–2004 | 52,3 | 29  | 31,1 | 17  | 7,2  | 4  | 4,5  | 3   | 4,9   | 3     | 56  |     |           |           |     |
| XIV: 2004–2009  | 47,8 | 29  | 26,9 | 16  | 9,4  | 5  | 8,0  | 5   | 6,4   | 4     | 1,5 | 1   | 60        |           |     |
| XV: 2009–2014   | 42,8 | 28  | 24,0 | 16  | 10,8 | 7  | 10,2 | 7   | 7,4   | 5     | 1,5 | 1   | 3,3       | 2         |     |

## Solingen
Das politische Spektrum in Solingen unterliegt großen Schwankungen. Der Aufenthalt der Ökologisch-Demokratischen Partei im Rat dauerte gerade mal ein Amtsperiode (die XIII.). Die unter anderem von ehemaligen CDU-Mitgliedern gegründete Bürgergemeinschaft für Solingen konnte ihre Ratsmandate von 3 auf 6 von der XIII. zur XIV. Amtsperiode zwar steigern, doch verlor sie davon wieder zwei durch Austritte.
Die Marxistisch-Leninistische Partei Deutschlands ist in Solingen mit ihrem 2003 gegründeten Ableger Solingen Aktiv präsent.

### Stadtrat von Solingen
Seit der Kommunalwahl 2004 hat sich der Solinger Stadtrat stark verändert. 2005 spalteten sich sechs Ratsmitglieder von der CDU ab und gründeten die Freie Bürger Union Solingen (FBU). Zwei von ihnen verließen 2007 die FBU-Fraktion und traten der FDP-Fraktion bei. Die FBU muss sich also 2009 zum ersten Mal dem Wähler stellen.
Im Sommer 2008 verließ Helmut Teschner die Fraktion der Bürgergemeinschaft für Solingen und ist seit dem fraktionslos. Im März folgte ihm Gudrun Wüsthof. Beide waren vor der BfS Mitglieder der CDU.
| Wahlperiode                        | CDU                            | CDU   | SPD  | SPD | Grüne | Grüne | FDP  | FDP | ödp | ödp | BfS  | BfS   | SG-A | SG-A | FBU | FBU | fl / pl | fl / pl | Rat |  |    |
| XII: 1994–1999                     | 40,0                           | 25    | 41,3 | 25  | 8,3   | 5     | 6,8  | 4   | 1,9 | –   | –,-  | –     |      |      |     |     |         |         | 59  |  |    |
| XIII: 1999–2004                    | 50,6                           | 29    | 29,6 | 17  | 5,9   | 4     | 6,6  | 4   | 1,9 | 1   | 5,3  | 3     | 58   |      |     |     |         |         |     |  |    |
| XIV: 2004–2009 2005 2007 2008 2009 | 43,2                           | 29 23 | 27,4 | 19  | 9,3   | 6     | 8,8  | 6 8 |     |     | 8,5  | 6 5 4 | 2,6  | 2    | –,- | 6 4 | –,-     | 1 2     | 68  |  |    |
| XV: 2009–2014                      | class="hintergrundfarbe5" 33,4 | 24    | 23,7 | 18  | 13,1  | 10    | 11,3 | 8   |     |     | 10,4 | 8     | 4,4  | 3    | 3,7 | 1   |         |         |     |  | 72 |

## Kreis Steinfurt
Dem Kreis Steinfurt mit über 445.000 Einwohnern steht ein Kreistag mit 66 Vertretern zu.
| Wähleranteil und Kreistagsabgeordnete |      |     |      |     |       |       |     |     |     |
| Wahlperiode                           | CDU  | CDU | SPD  | SPD | Grüne | Grüne | FDP | FDP | Tag |
| XII: 1994–1999                        | 44,0 | 29  | 39,0 | 26  | 10,3  | 6     | 4,5 | –   | 61  |
| XIII: 1999–2004                       | 55,0 | 34  | 32,9 | 21  | 6,9   | 4     | 5,2 | 3   | 62  |
| XIV: 2004–2009                        | 50,8 | 32  | 30,3 | 19  | 10,0  | 6     | 8,8 | 5   | 62  |
| XIV: 2009–2014                        |      |     |      |     |       |       |     |     |     |

## Kreis Unna
2004
- Partei des Demokratischen Sozialismus (PDS)
- Freie Wählergemeinschaft Kreisverband Unna (FWG)
- STATT Partei DIE UNABHÄNGIGEN (STATT Partei)

### Kreistag für den Kreis Unna
Bei der Kreistagswahl 2009 kandidieren folgende Parteien:
SPD, CDU, FDP, Grüne, Die Linke, FWG, Statt-Partei und GFL ("Gemeinsam für Lünen").
| Kreistag Unna: Wähleranteil und Mandate seit 1994 | Kreistag Unna: Wähleranteil und Mandate seit 1994 | Kreistag Unna: Wähleranteil und Mandate seit 1994 | Kreistag Unna: Wähleranteil und Mandate seit 1994 | Kreistag Unna: Wähleranteil und Mandate seit 1994 | Kreistag Unna: Wähleranteil und Mandate seit 1994 | Kreistag Unna: Wähleranteil und Mandate seit 1994 | Kreistag Unna: Wähleranteil und Mandate seit 1994 | Kreistag Unna: Wähleranteil und Mandate seit 1994 | Kreistag Unna: Wähleranteil und Mandate seit 1994 | Kreistag Unna: Wähleranteil und Mandate seit 1994 | Kreistag Unna: Wähleranteil und Mandate seit 1994 | Kreistag Unna: Wähleranteil und Mandate seit 1994 | Kreistag Unna: Wähleranteil und Mandate seit 1994 | Kreistag Unna: Wähleranteil und Mandate seit 1994 | Kreistag Unna: Wähleranteil und Mandate seit 1994 |
| ------------------------------------------------- | ------------------------------------------------- | ------------------------------------------------- | ------------------------------------------------- | ------------------------------------------------- | ------------------------------------------------- | ------------------------------------------------- | ------------------------------------------------- | ------------------------------------------------- | ------------------------------------------------- | ------------------------------------------------- | ------------------------------------------------- | ------------------------------------------------- | ------------------------------------------------- | ------------------------------------------------- | ------------------------------------------------- |
| Wahlperiode                                       | SPD                                               | SPD                                               | CDU                                               | CDU                                               | Grüne                                             | Grüne                                             | FDP                                               | FDP                                               | PDS                                               | PDS                                               | FWG-UN                                            | FWG-UN                                            | STATT                                             | STATT                                             | Tag                                               |
| XII: 1994–1999                                    | 50,4                                              | 35                                                | 35,2                                              | 24                                                | 11,3                                              | 8                                                 | 2,7                                               | –                                                 |                                                   |                                                   |                                                   |                                                   |                                                   |                                                   | 67                                                |
| XIII: 1999–2004                                   | 42,0                                              | 28                                                | 45,0                                              | 30                                                | 8,1                                               | 5                                                 | 3,6                                               | 2                                                 | 1,3                                               | 1                                                 | 66                                                |                                                   |                                                   |                                                   |                                                   |
| XIV: 2004–2009                                    | 40,6                                              | 27                                                | 36,7                                              | 24                                                | 10,2                                              | 7                                                 | 6,3                                               | 4                                                 | 3,4                                               | 2                                                 | 1,9                                               | 1                                                 | 0,8                                               | 1                                                 | 66                                                |
| XV: 2009–2014                                     |                                                   |                                                   |                                                   |                                                   |                                                   |                                                   |                                                   |                                                   |                                                   |                                                   |                                                   |                                                   |                                                   |                                                   |                                                   |

### Landrat von Unna
Bei der Landratswahl 2009 kandidieren gemäß Beschluss des Kreiswahlausschusses folgende Kandidaten:

- der amtierende Landrat Michael Makiolla, SPD

- Wilhelm Jasperneite, gemeinsamer Kandidat von CDU und FDP

- Herbert Goldmann, Grüne

- Helmut Stalz, FWG

## Kreis Viersen
Kreis Viersen
2004 stellte sich die Kleinpartei Offensive D zur Kreistagswahl, erreichte aber nur 361 Wählerstimmen oder 0,3 % Wähleranteil.
| Kreistag des Kreises Viersen | Kreistag des Kreises Viersen | Kreistag des Kreises Viersen | Kreistag des Kreises Viersen | Kreistag des Kreises Viersen | Kreistag des Kreises Viersen | Kreistag des Kreises Viersen | Kreistag des Kreises Viersen | Kreistag des Kreises Viersen | Kreistag des Kreises Viersen |
| ---------------------------- | ---------------------------- | ---------------------------- | ---------------------------- | ---------------------------- | ---------------------------- | ---------------------------- | ---------------------------- | ---------------------------- | ---------------------------- |
| Wahlperiode                  | CDU                          | CDU                          | SPD                          | SPD                          | FDP                          | FDP                          | Grüne                        | Grüne                        | Tag                          |
| XII: 1994–1999               | 46,7                         | 29                           | 35,6                         | 22                           | 6,0                          | 3                            | 8,9                          | 5                            | 59                           |
| XIII: 1999–2004              | 57,0                         | 31                           | 29,0                         | 16                           | 6,3                          | 3                            | 7,5                          | 4                            | 54                           |
| XIV: 2004–2009               | 50,5                         | 30                           | 27,3                         | 16                           | 11,1                         | 7                            | 10,9                         | 7                            | 60                           |
| XIV: 2009–2014               |                              |                              |                              |                              |                              |                              |                              |                              |                              |

## Kreis Warendorf
Kreis Warendorf
Die Freie Wählergemeinschaft Kreis Warendorf (FWG)
Wählergemeinschaft Kreis Warendorf e.V. (KWG)
| Wähleranteil und Kreistagsabgeordnete | Wähleranteil und Kreistagsabgeordnete | Wähleranteil und Kreistagsabgeordnete | Wähleranteil und Kreistagsabgeordnete | Wähleranteil und Kreistagsabgeordnete | Wähleranteil und Kreistagsabgeordnete | Wähleranteil und Kreistagsabgeordnete | Wähleranteil und Kreistagsabgeordnete | Wähleranteil und Kreistagsabgeordnete | Wähleranteil und Kreistagsabgeordnete | Wähleranteil und Kreistagsabgeordnete | Wähleranteil und Kreistagsabgeordnete | Wähleranteil und Kreistagsabgeordnete | Wähleranteil und Kreistagsabgeordnete |
| ------------------------------------- | ------------------------------------- | ------------------------------------- | ------------------------------------- | ------------------------------------- | ------------------------------------- | ------------------------------------- | ------------------------------------- | ------------------------------------- | ------------------------------------- | ------------------------------------- | ------------------------------------- | ------------------------------------- | ------------------------------------- |
| Wahlperiode                           | CDU                                   | CDU                                   | SPD                                   | SPD                                   | Grüne                                 | Grüne                                 | FDP                                   | FDP                                   | FWG                                   | FWG                                   | KWG                                   | KWG                                   | Tag                                   |
| XII: 1994–1999                        | 48,2 %                                | 27                                    | 36,6 %                                | 21                                    | 9,3 %                                 | 5                                     | 5,2 %                                 | 2                                     | –,-                                   | –                                     | –,-                                   | –                                     | 55                                    |
| XIII: 1999–2004                       | 55,7 %                                | 30                                    | 27,4 %                                | 15                                    | 5,7 %                                 | 3                                     | 4,8 %                                 | 3                                     | –,-                                   | –                                     | 5,4 %                                 | 3                                     | 54                                    |
| XIV: 2004–2009                        | 49,5 %                                | 27                                    | 24,1 %                                | 13                                    | 9,6 %                                 | 5                                     | 7,6 %                                 | 4                                     | 9,2 %                                 | 5                                     | –,-                                   | –                                     | 54                                    |
| XV: 2009–2014                         |                                       |                                       |                                       |                                       |                                       |                                       |                                       |                                       |                                       |                                       | –,-                                   | –                                     |                                       |

## Kreis Wesel
Zur Kreistagswahl 2009 wurden folgende Parteien vom Wahlausschuss zugelassen:

CDU, SPD, Grüne, FDP, Die Linke, sowie die Vereinigte Wähler Gemeinschaft (VWG).

Die Kandidatur der NPD wurde einstimmig zurückgewiesen, da die Partei keine Unterstützungsunterschriften vorgelegt hat.
| Kreistag        | Kreistag | Kreistag | Kreistag | Kreistag | Kreistag | Kreistag | Kreistag | Kreistag | Kreistag | Kreistag | Kreistag |
| --------------- | -------- | -------- | -------- | -------- | -------- | -------- | -------- | -------- | -------- | -------- | -------- |
| Wahlperiode     | CDU      | CDU      | SPD      | SPD      | Grüne    | Grüne    | FDP      | FDP      | VWG      | VWG      | Tag      |
| XII: 1994–1999  | 35,3     | 25       | 48,3     | 35       | 10,3     | 7        | 4,1      | –        | –        | –        |          |
| XIII: 1999–2004 | 46,5     | 31       | 39,3     | 26       | 8,0      | 5        | 4,4      | 3        | 1,7      | 1        |          |
| XIV: 2004–2009  | 41,3     | 27       | 38,1     | 25       | 10,3     | 7        | 7,2      | 5        | 3,0      | 2        | 66       |

Für die Landratswahl wurden vom Wahlausschuss folgende Wahlvorschläge zugelassen:

- Amtsinhaber Ansgar Müller (SPD)

- Ralf Berensmeier (CDU)

- Hubert Kück (Grüne)

- Martin Kuster (VWG)

- Gerd Baßfeld (Die Linke)
Die FDP stellt keinen eigenen Bewerber, sondern sprach sich schon im Vorfeld für den Kandidaten der CDU aus.

Der Kandidat der NPD wurde nicht zugelassen, da er die erforderlichen Unterstützungsunterschriften nicht vorlegen konnte.

## Wuppertal

### Stadtrat von Wuppertal
Der WfW-Stadtrat Christoph Grüneberg verließ 2005 seine Fraktion und blieb bis März 2008 fraktionslos. Zuvor war er auch schon Kreisvorstandsmitglied der CDU Wuppertal. Am 28. Februar 2008 gründete er mit Christa Aulenbacher von den Grauen (diese beschlossen ihre Selbstauflösung) die Ratsgruppe Freie Wählergemeinschaft Wuppertaler Generationenbündnis (FWG). Als Ratsgruppe sollten die beiden, die bis dahin Einzelmandatsträger waren, laut Gesetz mehr Geld vom Stadtkämmerer erhalten.
| Stadtrat von Wuppertal:Wähleranteil und Mandate | Stadtrat von Wuppertal:Wähleranteil und Mandate | Stadtrat von Wuppertal:Wähleranteil und Mandate | Stadtrat von Wuppertal:Wähleranteil und Mandate | Stadtrat von Wuppertal:Wähleranteil und Mandate | Stadtrat von Wuppertal:Wähleranteil und Mandate | Stadtrat von Wuppertal:Wähleranteil und Mandate | Stadtrat von Wuppertal:Wähleranteil und Mandate | Stadtrat von Wuppertal:Wähleranteil und Mandate | Stadtrat von Wuppertal:Wähleranteil und Mandate | Stadtrat von Wuppertal:Wähleranteil und Mandate | Stadtrat von Wuppertal:Wähleranteil und Mandate | Stadtrat von Wuppertal:Wähleranteil und Mandate | Stadtrat von Wuppertal:Wähleranteil und Mandate | Stadtrat von Wuppertal:Wähleranteil und Mandate | Stadtrat von Wuppertal:Wähleranteil und Mandate | Stadtrat von Wuppertal:Wähleranteil und Mandate | Stadtrat von Wuppertal:Wähleranteil und Mandate | Stadtrat von Wuppertal:Wähleranteil und Mandate | Stadtrat von Wuppertal:Wähleranteil und Mandate | Stadtrat von Wuppertal:Wähleranteil und Mandate | Stadtrat von Wuppertal:Wähleranteil und Mandate |
| ----------------------------------------------- | ----------------------------------------------- | ----------------------------------------------- | ----------------------------------------------- | ----------------------------------------------- | ----------------------------------------------- | ----------------------------------------------- | ----------------------------------------------- | ----------------------------------------------- | ----------------------------------------------- | ----------------------------------------------- | ----------------------------------------------- | ----------------------------------------------- | ----------------------------------------------- | ----------------------------------------------- | ----------------------------------------------- | ----------------------------------------------- | ----------------------------------------------- | ----------------------------------------------- | ----------------------------------------------- | ----------------------------------------------- | ----------------------------------------------- |
| Wahlperiode                                     | CDU                                             | CDU                                             | SPD                                             | SPD                                             | Grüne                                           | Grüne                                           | FDP                                             | FDP                                             | PDS                                             | PDS                                             | REP                                             | REP                                             | Graue                                           | Graue                                           | WfW                                             | WfW                                             | FWG-G                                           | FWG-G                                           | pl                                              | pl                                              | Rat                                             |
| XIV: 2004–2009 2009:                            | 37,8                                            | 28                                              | 28,3                                            | 21                                              | 12,3                                            | 9                                               | 6,5                                             | 5 4                                             | 3,6                                             | 3 2                                             | 2,3                                             | 2                                               | 2,2                                             | 1 0                                             | 6,9                                             | 5 3                                             | –,-                                             | 0 2                                             | –,-                                             | 0 2                                             | 75 73                                           |

### Die Bezirksvertretungen von Wuppertal
Gerhard Hirsch, WfW-Bezirksvertreter für den Stadtbezirk Cronenberg, ist 2008 aus der Wählergruppe ausgetreten. Er schloss sich der Freien Wählergemeinschaft Wuppertaler Generationenbündnis der Stadträte Grüneberg und Aulenbacher an. Die Wählergemeinschaft veröffentlichte daraufhin mehrere unwahre Behauptungen über den Grund seines Ausscheidens.
Die Mitgliederzahl der WfW ist seit der Kommunalwahl 2004 kontinuierlich gesunken. Es traten vor allem zwischen 2004 und 2008 zahlreiche Mitglieder und Amtsinhaber aus.
Der damalige Ratfraktionsvorsitzende Prof. Dr. Schiller legte sein Mandat als Mitglied der Bezirksvertretung Elberfeld nieder, obwohl die WfW dort keinen Nachfolger für ihn hatte.